# Mistrzostwa Europy w Piłce Nożnej 1972 (eliminacje)
W eliminacjach do mistrzostw Europy 1972 grało 32 drużyn podzielonych na osiem grup po cztery drużyny. Każdy zwycięzca grupy awansował do ćwierćfinału. Ćwierćfinały zostały rozegrane w dwóch meczach na zasadach u siebie i na wyjeździe. Zwycięzcy ćwierćfinałów przeszli do turnieju finałowego.
| Szczegóły      | Szczegóły                          |
| -------------- | ---------------------------------- |
| Data           | 7 października 1970 – 17 maja 1972 |
| Drużyny        | 32                                 |
| Statystyki     |                                    |
| Mecze          | 105                                |
| Bramki         | 282 (2,69 na mecz)                 |
| Król strzelców | Gerd Müller (7 goli)               |

## Drużyny zakwalifikowane do turnieju finałowego
| Zespół             | Zakwalifikowany jako   | Zakwalifikowany w dniu | Poprzednie występy w ME |
| ------------------ | ---------------------- | ---------------------- | ----------------------- |
| Belgia (gospodarz) | Zwycięzca ćwierćfinału | 13 maja 1972           | 0 (debiut)              |
| ZSRR               | Zwycięzca ćwierćfinału | 13 maja 1972           | 3 (1960, 1964, 1968)    |
| RFN                | Zwycięzca ćwierćfinału | 13 maja 1972           | 0 (debiut)              |
| Węgry              | Zwycięzca ćwierćfinału | 17 maja 1972           | 1 (1964)                |

1. Pogrubiona czcionka – mistrz Europy w danym roku.

## Losowanie grup
Zwycięzcy grup awansowali do ćwierćfinału (druga runda), a pozostałe drużyny odpadły po fazie grupowej eliminacji.
| Grupa 1        | Grupa 2  | Grupa 3    | Grupa 4           | Grupa 5    | Grupa 6  | Grupa 7    | Grupa 8 |
| -------------- | -------- | ---------- | ----------------- | ---------- | -------- | ---------- | ------- |
| Rumunia        | Węgry    | Anglia     | ZSRR              | Belgia     | Włochy   | Jugosławia | RFN     |
| Czechosłowacja | Bułgaria | Szwajcaria | Hiszpania         | Portugalia | Austria  | Holandia   | Polska  |
| Walia          | Francja  | Grecja     | Irlandia Północna | Szkocja    | Szwecja  | NRD        | Turcja  |
| Finlandia      | Norwegia | Malta      | Cypr              | Dania      | Irlandia | Luksemburg | Albania |

## Zasady kolejności w grupie
Jeśli dwie lub więcej drużyn ukończyło poziom punktowy po zakończeniu meczów grupowych, do ustalenia ostatecznego rankingu wykorzystano następujące zasady:
1. Większa liczba punktów we wszystkich meczach grupowych
2. Różnica bramek we wszystkich meczach grupowych
3. Większa liczba bramek zdobytych we wszystkich meczach grupowych
4. Losowanie

## Grupy eliminacyjne
Legenda:
M – Mecze
W – Wygrane
R – Remisy
P – Porażki
BZ – Bramki zdobyte
BS – Bramki stracone
BB – Bilans bramek
Pkt – Punkty

### Grupa 1
| Pozycja | Drużyna        | M | W | R | P | BZ | BS | BB  | Pkt | Kwalifikacja          |
| ------- | -------------- | - | - | - | - | -- | -- | --- | --- | --------------------- |
| 1       | Rumunia        | 6 | 4 | 1 | 1 | 11 | 2  | +9  | 9   | Awans do ćwierćfinału |
| 2       | Czechosłowacja | 6 | 4 | 1 | 1 | 11 | 4  | +7  | 9   |                       |
| 3       | Walia          | 6 | 2 | 1 | 3 | 5  | 6  | -1  | 5   |                       |
| 4       | Finlandia      | 6 | 0 | 1 | 5 | 1  | 16 | -15 | 1   |                       |

|     | RUM | TCH | WAL | FIN |
| --- | --- | --- | --- | --- |
| RUM | –   | 2–1 | 2–0 | 3–0 |
| TCH | 1–0 | –   | 1–0 | 1–1 |
| WAL | 0–0 | 1-3 | –   | 3–0 |
| FIN | 0–4 | 0–4 | 0–1 | –   |

Źródło:

### Grupa 2
| Pozycja | Drużyna  | M | W | R | P | BZ | BS | BB  | Pkt | Kwalifikacja          |
| ------- | -------- | - | - | - | - | -- | -- | --- | --- | --------------------- |
| 1       | Węgry    | 6 | 4 | 1 | 1 | 12 | 5  | +7  | 9   | Awans do ćwierćfinału |
| 2       | Bułgaria | 6 | 3 | 1 | 2 | 11 | 7  | +4  | 7   |                       |
| 3       | Francja  | 6 | 3 | 1 | 2 | 10 | 8  | +2  | 7   |                       |
| 4       | Norwegia | 6 | 0 | 1 | 5 | 5  | 18 | −13 | 1   |                       |

|     | HUN | BUL | FRA | NOR |
| --- | --- | --- | --- | --- |
| HUN | –   | 2–0 | 1–1 | 4–0 |
| BUL | 3–0 | –   | 2–1 | 1–1 |
| FRA | 0–2 | 2–1 | –   | 3–1 |
| NOR | 1-3 | 1-4 | 1-3 | –   |

Źródło:

### Grupa 3
| Pozycja | Drużyna    | M | W | R | P | BZ | BS | BB  | Pkt | Kwalifikacja          |
| ------- | ---------- | - | - | - | - | -- | -- | --- | --- | --------------------- |
| 1       | Anglia     | 6 | 5 | 1 | 0 | 15 | 3  | +12 | 11  | Awans do ćwierćfinału |
| 2       | Szwajcaria | 6 | 4 | 1 | 1 | 12 | 5  | +7  | 9   |                       |
| 3       | Grecja     | 6 | 1 | 1 | 4 | 3  | 8  | -5  | 3   |                       |
| 4       | Malta      | 6 | 0 | 1 | 5 | 2  | 16 | -14 | 1   |                       |

|     | ENG | SUI | GRE | MAL |
| --- | --- | --- | --- | --- |
| ENG | –   | 1–1 | 3–0 | 5–0 |
| SUI | 2-3 | –   | 1–0 | 5–0 |
| GRE | 0–2 | 0–1 | –   | 2–0 |
| MAL | 0–1 | 1-2 | 1–1 | –   |

Źródło:

### Grupa 4
| Pozycja | Drużyna           | M | W | R | P | BZ | BS | BB  | Pkt | Kwalifikacja          |
| ------- | ----------------- | - | - | - | - | -- | -- | --- | --- | --------------------- |
| 1       | ZSRR              | 6 | 4 | 2 | 0 | 13 | 4  | +9  | 10  | Awans do ćwierćfinału |
| 2       | Hiszpania         | 6 | 3 | 2 | 1 | 14 | 3  | +11 | 8   |                       |
| 3       | Irlandia Północna | 6 | 2 | 2 | 2 | 10 | 6  | +4  | 6   |                       |
| 4       | Cypr              | 6 | 0 | 0 | 6 | 2  | 26 | −24 | 0   |                       |

|     | URS | ESP | NIR | CYP |
| --- | --- | --- | --- | --- |
| URS | –   | 2–1 | 1–0 | 6–1 |
| ESP | 0–0 | –   | 3–0 | 7–0 |
| NIR | 1–1 | 1–1 | –   | 5–0 |
| CYP | 1-3 | 0–2 | 0–3 | –   |

Źródło:

### Grupa 5
| Pozycja | Drużyna    | M | Z | R | P | BZ | BS | BB | Pkt | Kwalifikacja          |
| ------- | ---------- | - | - | - | - | -- | -- | -- | --- | --------------------- |
| 1       | Belgia     | 6 | 4 | 1 | 1 | 11 | 3  | +8 | 9   | Awans do ćwierćfinału |
| 2       | Portugalia | 6 | 3 | 1 | 2 | 10 | 6  | +4 | 7   |                       |
| 3       | Szkocja    | 6 | 3 | 0 | 3 | 4  | 7  | -3 | 6   |                       |
| 4       | Dania      | 6 | 1 | 0 | 5 | 2  | 11 | -9 | 2   |                       |

|     | BEL | POR | SCO | DEN |
| --- | --- | --- | --- | --- |
| BEL | –   | 3–0 | 3–0 | 2–0 |
| POR | 1–1 | –   | 2–0 | 5–0 |
| SCO | 1–0 | 2–1 | –   | 1–0 |
| DEN | 1-2 | 0–1 | 1–0 | –   |

Źródło:

### Grupa 6
| Pozycja | Drużyna  | M | Z | R | P | BZ | BS | BB  | Pkt | Kwalifikacja          |
| ------- | -------- | - | - | - | - | -- | -- | --- | --- | --------------------- |
| 1       | Włochy   | 6 | 4 | 2 | 0 | 12 | 4  | +8  | 10  | Awans do ćwierćfinału |
| 2       | Austria  | 6 | 3 | 1 | 2 | 14 | 6  | +8  | 7   |                       |
| 3       | Szwecja  | 6 | 2 | 2 | 2 | 3  | 5  | −2  | 6   |                       |
| 4       | Irlandia | 6 | 0 | 1 | 5 | 3  | 17 | −14 | 1   |                       |

|     | ITA | AUT | SWE | IRL |
| --- | --- | --- | --- | --- |
| ITA | –   | 2–2 | 3–0 | 3–0 |
| AUT | 1–2 | –   | 1–0 | 6–0 |
| SWE | 0–0 | 1–0 | –   | 1–0 |
| IRL | 1–2 | 1–4 | 1–1 | –   |

Źródło:

### Grupa 7
| Pozycja | Drużyna    | M | W | R | P | BZ | BS | BB  | Pkt | Kwalifikacja          |
| ------- | ---------- | - | - | - | - | -- | -- | --- | --- | --------------------- |
| 1       | Jugosławia | 6 | 3 | 3 | 0 | 7  | 2  | +5  | 9   | Awans do ćwierćfinału |
| 2       | Holandia   | 6 | 3 | 1 | 2 | 18 | 6  | +12 | 7   |                       |
| 3       | NRD        | 6 | 3 | 1 | 2 | 11 | 6  | +5  | 7   |                       |
| 4       | Luksemburg | 6 | 0 | 1 | 5 | 1  | 23 | −22 | 1   |                       |

|     | YUG | NED | GDR | LUX |
| --- | --- | --- | --- | --- |
| YUG | –   | 2–0 | 0–0 | 0–0 |
| NED | 1–1 | –   | 3–2 | 6–0 |
| GDR | 1–2 | 1–0 | –   | 2–1 |
| LUX | 0–2 | 0–8 | 0–5 | –   |

Źródło:

### Grupa 8
| Pos | Drużyna | M | W | R | P | BZ | BS | BB | Pkt | Kwalifikacja          |
| --- | ------- | - | - | - | - | -- | -- | -- | --- | --------------------- |
| 1   | RFN     | 6 | 4 | 2 | 0 | 10 | 2  | +8 | 10  | Awans do ćwierćfinału |
| 2   | Polska  | 6 | 2 | 2 | 2 | 10 | 6  | +4 | 6   |                       |
| 3   | Turcja  | 6 | 2 | 1 | 3 | 5  | 13 | −8 | 5   |                       |
| 4   | Albania | 6 | 1 | 1 | 4 | 5  | 9  | −4 | 3   |                       |

|     | RFN | POL | TUR | ALB |
| --- | --- | --- | --- | --- |
| RFN | –   | 0–0 | 1–1 | 2–0 |
| POL | 1–3 | –   | 5–1 | 3–0 |
| TUR | 0–3 | 1–0 | –   | 2–1 |
| ALB | 0–1 | 1–1 | 3–0 | –   |

Źródło:

## Ćwierćfinały
1 mecz

29 kwietnia 1972
| Anglia  | 1 – 3 (0-1) | RFN                | 19:45 czasu GMT – Stadion Wembley, Londyn Sędzia: Robert Helies (Francja) Widzów: 100 tys. |
| Lee 78' |             | Hoeneß 26'         | 19:45 czasu GMT – Stadion Wembley, Londyn Sędzia: Robert Helies (Francja) Widzów: 100 tys. |
|         |             | Netzer 85' (karny) | 19:45 czasu GMT – Stadion Wembley, Londyn Sędzia: Robert Helies (Francja) Widzów: 100 tys. |
|         |             | Müller 88'         |                                                                                            |
|         |             |                    |                                                                                            |

2 mecz

13 maja 1972
| RFN | 0 – 0 | Anglia | 16:00 czasu CET – Olympiastadion, Berlin Sędzia: Alastair Mackenzie (Szkocja) Widzów: 84 tys. |
|     |       |        | 16:00 czasu CET – Olympiastadion, Berlin Sędzia: Alastair Mackenzie (Szkocja) Widzów: 84 tys. |

Awans: RFN
1 mecz

29 kwietnia 1972
| Włochy | 0 – 0 | Belgia | 15:30 czasu CET – San Siro, Mediolan Sędzia: Petyr Christow Nikołow (Bułgaria) Widzów: 70 tys. |
|        |       |        | 15:30 czasu CET – San Siro, Mediolan Sędzia: Petyr Christow Nikołow (Bułgaria) Widzów: 70 tys. |

2 mecz

22 maja 1972
| Belgia        | 2 – 1 (1-0) | Włochy           | 20:00 czasu CET – Stade Émile Versé, Bruksela Sędzia: Paul Schiller (Austria) Widzów: 38 tys. |
| van Moer 23'  |             | Riva 85' (karny) | 20:00 czasu CET – Stade Émile Versé, Bruksela Sędzia: Paul Schiller (Austria) Widzów: 38 tys. |
| van Himst 72' |             |                  | 20:00 czasu CET – Stade Émile Versé, Bruksela Sędzia: Paul Schiller (Austria) Widzów: 38 tys. |
|               |             |                  |                                                                                               |

Awans: Belgia
1 mecz

29 kwietnia 1972
| Węgry           | 1 – 1 (1-0) | Rumunia        | 17:00 czasu CET – Stadion im. Ferenca Puskása, Budapeszt Sędzia: David William Smith (Anglia) Widzów: 75 tys. |
| Branikovits 11' |             | Sătmăreanu 56' | 17:00 czasu CET – Stadion im. Ferenca Puskása, Budapeszt Sędzia: David William Smith (Anglia) Widzów: 75 tys. |
|                 |             |                | 17:00 czasu CET – Stadion im. Ferenca Puskása, Budapeszt Sędzia: David William Smith (Anglia) Widzów: 75 tys. |

2 mecz

14 maja 1972
| Rumunia    | 2 – 2 (1-2) | Węgry      | Stadionul 23 August, Bukareszt Sędzia: Kurt Tschenscher (RFN) Widzów: 50 tys. |
| Dobrin 14' |             | Szöke 5'   | Stadionul 23 August, Bukareszt Sędzia: Kurt Tschenscher (RFN) Widzów: 50 tys. |
| Neagu 81'  |             | Kocsis 36' | Stadionul 23 August, Bukareszt Sędzia: Kurt Tschenscher (RFN) Widzów: 50 tys. |
|            |             |            |                                                                               |

3 mecz, dodatkowy rozgrywany na neutralnym gruncie

17 maja 1972
| Węgry      | 2 – 1 (1-1) | Rumunia   | 20:00 czasu CET – Stadion Partizana, Belgrad Sędzia: Christe Michas (Grecja) Widzów: 50 tys. |
| Kocsis 26' |             | Neagu 32' | 20:00 czasu CET – Stadion Partizana, Belgrad Sędzia: Christe Michas (Grecja) Widzów: 50 tys. |
| Szöke 89'  |             |           | 20:00 czasu CET – Stadion Partizana, Belgrad Sędzia: Christe Michas (Grecja) Widzów: 50 tys. |
|            |             |           |                                                                                              |

Awans: Węgry
1 mecz

30 kwietnia 1972
| Jugosławia | 0 – 0 | ZSRR | 16:00 czasu CET – Stadion Crvena Zvezda, Belgrad Sędzia: Rudolf Scheurer (Szwajcaria) Widzów: 80 tys. |
|            |       |      | 16:00 czasu CET – Stadion Crvena Zvezda, Belgrad Sędzia: Rudolf Scheurer (Szwajcaria) Widzów: 80 tys. |

2 mecz

13 maja 1972
| ZSRR            | 3 – 0 (0-0) | Jugosławia | 20:00 czasu MSK – Stadion Łużniki, Moskwa Sędzia: Aurelio Angonese (Włochy) Widzów: 100 tys. |
| Kołotow 53'     |             |            | 20:00 czasu MSK – Stadion Łużniki, Moskwa Sędzia: Aurelio Angonese (Włochy) Widzów: 100 tys. |
| Baniszewski 74' |             |            | 20:00 czasu MSK – Stadion Łużniki, Moskwa Sędzia: Aurelio Angonese (Włochy) Widzów: 100 tys. |
| Kozynkewicz 90' |             |            |                                                                                              |
|                 |             |            |                                                                                              |

Awans: ZSRR

## Najlepsi strzelcy
W eliminacjach było strzelonych 282 goli w 105 meczach, co daje średnią 2.69 goli na mecz.
7 goli
- Gerd Müller

5 goli
- Hans-Jürgen Kreische
- Martin Chivers
- Johan Cruyff
- Piet Keizer

4 gole
- Thomas Parits
- Johan Devrindt
- Ján Čapkovič
- Ferenc Bene
- George Best
- Włodzimierz Lubański
- Viktor Kolotov
- Pirri

3 gole
- Kurt Jara
- Raoul Lambert
- Paul Van Himst
- Hristo Bonev
- Eberhard Vogel
- Geoff Hurst
- Francis Lee
- Lajos Kocsis
- Roberto Boninsegna
- Giancarlo De Sisti
- Pierino Prati
- Luigi Riva
- Jimmy Nicholson
- Robert Gadocha
- John O’Hare
- Gennady Yevryuzhikhin
- Fritz Künzli
- Dragan Džajić

2 gole
- Ilir Përnaska
- Petar Zhekov
- František Karkó
- Bernard Blanchet
- Georges Lech
- Charly Loubet
- István Szőke
- Barry Hulshoff
- Rinus Israël
- Derek Dougan
- Odd Iversen
- Vítor Baptista
- Eusébio
- Rui Rodrigues
- Emerich Dembrovschi
- Nicolae Dobrin
- Florea Dumitrache
- Mircea Lucescu
- Nicolae Lupescu
- Alexandru Neagu
- Anatoliy Banishevskiy
- Vladimir Fedotov
- Vitaly Shevchenko
- Quino
- Carles Rexach
- José Francisco Rojo
- Kurt Müller
- Karl Odermatt
- René-Pierre Quentin
- Cemil Turan
- John Toshack
- Jürgen Grabowski
- Günter Netzer
- Josip Bukal

1 gol
- Panajot Pano
- Medin Zhega
- Astrit Ziu
- Karl Kodat
- Hans Pirkner
- Robert Sara
- Hans Schmidradner
- August Starek
- Josef Stering
- André De Nul
- Wilfried Van Moer
- Tsvetan Atanasov
- Bozhil Kolev
- Atanas Mihaylov
- Petko Petkov
- Mladen Vasilev
- Stefan Velichkov
- Nikos Charalambous
- Stefanis Michael
- Milan Albrecht
- Ladislav Kuna
- Jaroslav Pollák
- Vladimír Táborský
- František Veselý
- Kresten Bjerre
- Finn Laudrup
- Peter Ducke
- Henning Frenzel
- Wolfram Löwe
- Allan Clarke
- Chris Lawler
- Martin Peters
- Mike Summerbee
- Matti Paatelainen
- Louis Floch
- Michel Mézy
- Hervé Revelli
- Jacques Vergnes
- Kostas Aidiniou
- Kostas Davourlis
- Michalis Kritikopoulos
- László Branikovits
- Antal Dunai
- Péter Juhász
- László Nagy
- Lajos Szűcs
- Csaba Vidáts
- Sandro Mazzola
- Gilbert Dussier
- Eddie Theobald
- Willie Vassallo
- Oeki Hoekema
- Willi Lippens
- Theo Pahlplatz
- Wim Suurbier
- Sammy Morgan
- Ola Dybwad-Olsen
- Tor Fuglset
- Olav Nilsen
- Jan Banaś
- Bronisław Bułań
- Zygfryd Szołtysik
- Jacinto João
- Fernando Peres
- Tommy Carroll
- Jimmy Conway
- Eamonn Rogers
- Anghel Iordănescu
- Radu Nunweiller
- Lajos Sătmăreanu
- Archie Gemmill
- Anatolij Byszowiec
- Eduard Kozynkiewicz
- Władimir Muntyan
- Francisco Aguilar
- Luis Aragonés
- Enrique Lora
- José Luis Violeta
- Dan Brzokoupil
- Jan Olsson
- Tom Turesson
- Rolf Blättler
- Cytherlet Rolanda
- Daniela Jeandupeux
- Metin Kurt
- Kamuran Jawuz
- Nihat Yayöz
- Ron Davies
- Alan Durban
- Gil Reece
- Uli Hoeneß
- Horst Köppel
- Zoran Filipović
- Jurica Jerković

Gole samobójcze
- Erik Sandvad (przeciwko Portugalii)
- Jacky Novi (przeciwko Węgrom)
- Geir Karlsen (przeciwko Węgrom)
- Tony Dunne (przeciwko Austrii)
- Ronnie McKinnon (przeciwko Belgii)
- Pat Stanton (przeciw Portugalii)
- Anton Weibel (przeciwko Anglii)